# ECAM

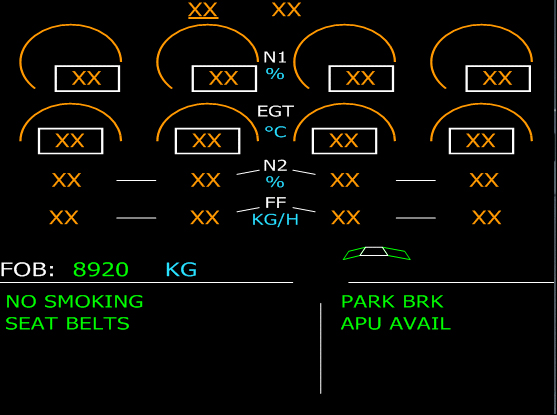
Wyświetlacz systemu ECAM w Airbusie A340-300

Electronic Centralized Aircraft Monitor (ECAM) – scentralizowany, elektroniczny system monitorujący wiele parametrów samolotu (np. silników, elektryki, hydrauliki, paliwa itp.) i przekazujący informacje o ich stanie dla pilotów. Generuje również raporty o ewentualnych usterkach monitorowanych podzespołów, a w niektórych przypadkach nawet listy proceduralne ich rozwiązania.
Składa się z dwóch wyświetlaczy:
- górny – E/WD (Engine/Warning Display) – wyświetlacz parametrów silników i ewentualnych ostrzeżeń
- dolny – SD (System Display) – obrazuje stan pozostałych systemów